# Ariadne på Naxos

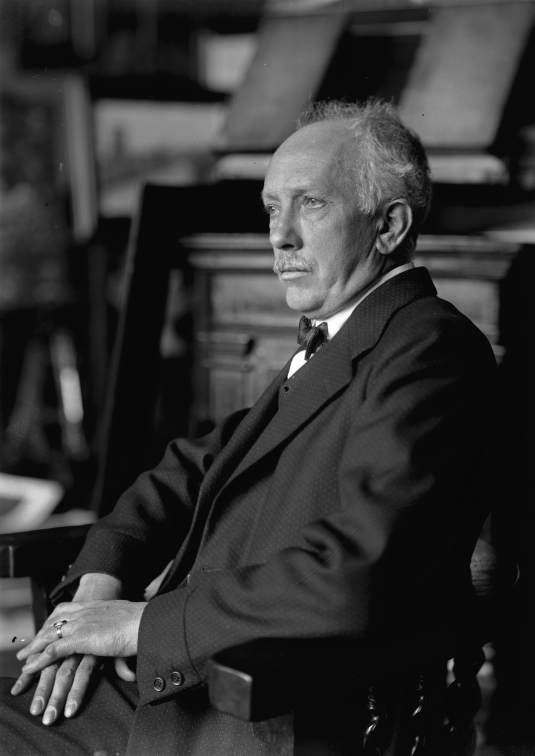
Richard Strauss

Ariadne på Naxos (tyska: Ariadne auf Naxos), op. 60, är en komisk enaktsopera av Richard Strauss, med libretto av Hugo von Hofmannsthal, där tal blandas med sång. Librettot bygger delvis på den gamla antika myten om Ariadne.

## Mytologi
Legenden om den kretensiska kungadottern Ariadne finns bevarad i olika versioner. Med Ariadnes hjälp lyckades Theseus besegra det tjurhövdade monstret Minotaurus och befriade därmed hemstaden Athen från dess blodiga tribut. När han lämnade Kreta förde han med sig Ariadne, som han dock sedan lämnade kvar på den öde ön Naxos. Det finns teorier som har försökt förklara det hela med att Theseus inte ville utlämna den svaga kvinnan åt havsstormarna. En annan förklaring har att göra med rättsliga hänsyn. Om Theseus hade tagit med sig Ariadne hem, skulle hon ha förlorat sitt ansenliga kretensiska arv. Men den vackraste lösningen på gåtan ger poesin: guden Bacchus (Dionysos) lär i en dröm ha framträtt för Theseus och själv gjort anspråk på Ariadne. Eftersom det var farligt att tvista med en gud om en kvinna, lämnade Theseus sin plats vid Ariadnes sida till förmån för Bacchus. Enligt den här versionen lär Ariadne dessutom redan ha varit gift med Bacchus innan hon träffade Theseus.

## Historia
Efter framgången med operan Rosenkavaljeren skulle Strauss aldrig uppleva en liknande triumf igen. Dess världsomfattande succé var svår att överträffa. Fastän han förblev den ledande profilen inom tysk musik, och trots att varje nytt verk av honom var ett storslaget evenemang, hade han nått höjdpunkten i sin karriär. Kritiken mot Strauss var att han efter avantgardismen i operan Elektra försvann in i en mysig rokokovärld av Rosenkavaljeren och upphörde att vara en progressiv kompositör. Faktum är att Strauss tidsresa in i 1700-talet med Rosenkavaljeren och in i världen av Commedia dell'arte i Ariadne på Naxos var ett steg före sina tonsättarkollegor. Igor Stravinskij, Sergej Prokofjev och Arnold Schönberg skulle alla komma att skriva musik som blickade tillbaka mot barocken.

### AriadneI (1912)

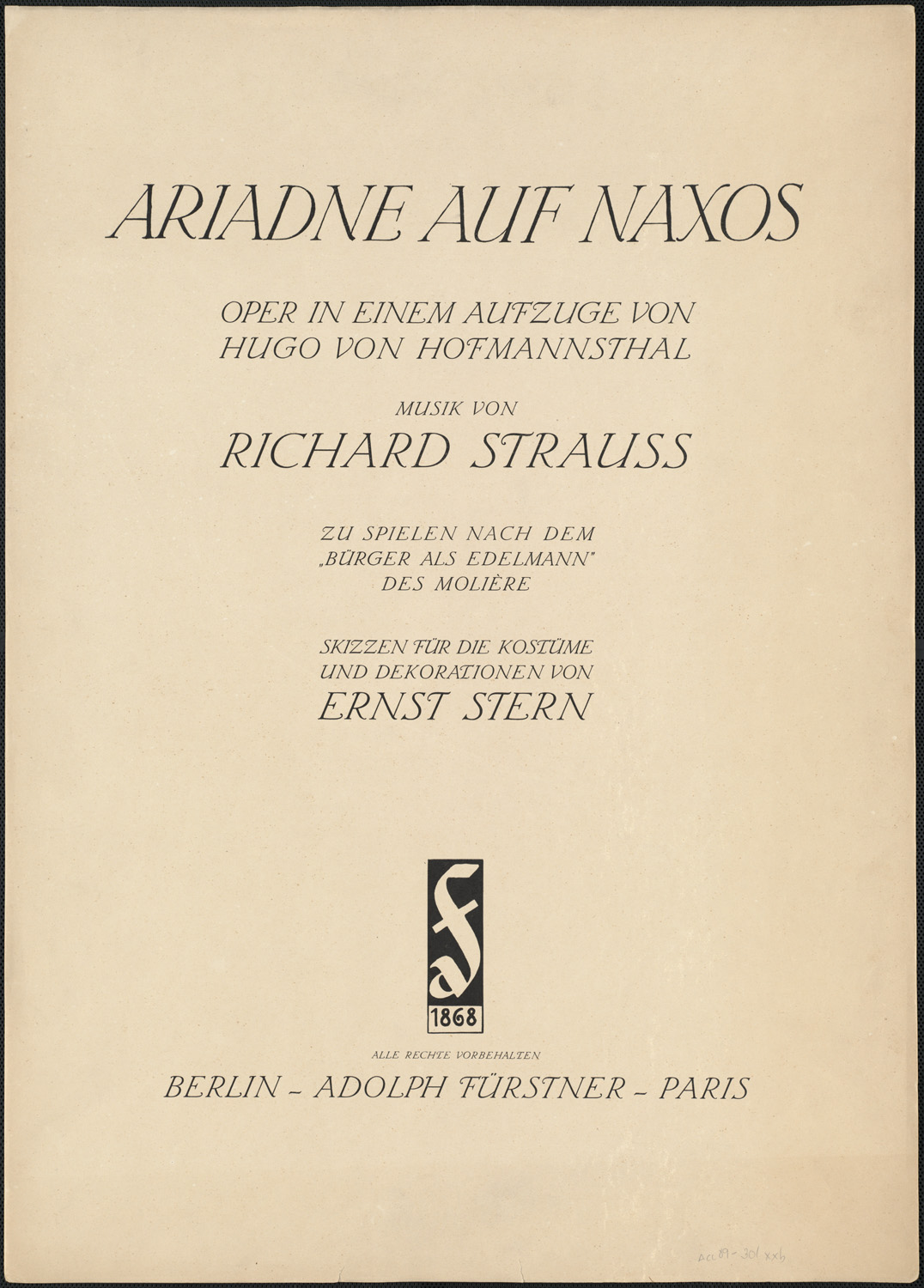
Titelomslag 1912

Efter premiären av Rosenkavaljeren (26 januari 1911) efterfrågade Strauss en ny text att tonsätta från sin librettist Hugo von Hofmannsthal. Denne var just i färd med att göra en tysk översättning av Molières drama Le Bourgeois Gentilhomme (på tyska Der Bürger als Edelmann) och komprimera stycket från fem akter till två. Den 17 mars skrev Strauss till von Hofmannsthal:
Jag är mycket spänd på vad Ni har att berätta om den lilla Molièresaken. Glöm inte bort att jag har inget att arbeta med över sommaren. Symfoniskrivandet roar mig inte alls längre.
I sitt svar tre dagar senare berättade von Hofmannsthal om "Molièresaken":
...en 30-minuters opera för liten kammarorkester, så gott som färdigskriven i mitt huvud, kallad "Ariadne på Naxos" och en blandning av heroiska, mytologiska figurer i 1700-tals kostymer med krinoliner och strutsfjädrar, och av figurerna från commedia dell'arte, Harlekin och Scaramouche.
Tanken var att Strauss skulle komponera scenmusik till pjäsen och i slutet av densamme skulle en opera integreras i handlingen som huvudrollspersonerna skulle åse. von Hofmannsthal ville skriva något som ett tack till teatermannen Max Reinhardt för dennes hjälp med tillkomsten av Rosenkavaljeren, och inte minst för att det var genom Reinhardts uppsättning av von Hofmannsthals pjäs Elektra som han och Strauss träffades första gången. Strauss ursprungliga idé var att skriva en kort opera att framföras som ett mellanspel i en pjäs av Molière. Sådana musikaliska intermezzon framfördes på Molières tid antingen mellan akterna eller i början, alternativt i slutet av handlingen. von Hofmannsthal hade inspirerats av fransk 1700-talslitteratur ända sedan han gjorde de första utkasten till Rosenkavaljeren. Till den operan hade han tagit några idéer från Molière, exempelvis den italienske tenorens aria från akt I (som är ordagrant citerad från femte akten av Le Bourgeois Gentilhomme). Samtidigt var han upptagen med ett annat projekt, en komedi som han föreställde sig på ett slott någonstans i Böhmen. Handlingen rörde sig om en ung arvtagerska vars tre friare anordnar ett besök av ett operasällskap och en trupp Commedia della'arte aktörer. Genom att slå samman Molières Le Bourgeois Gentilhomme med den böhmiska komedin kunde han skapa en ny form av divertissement.

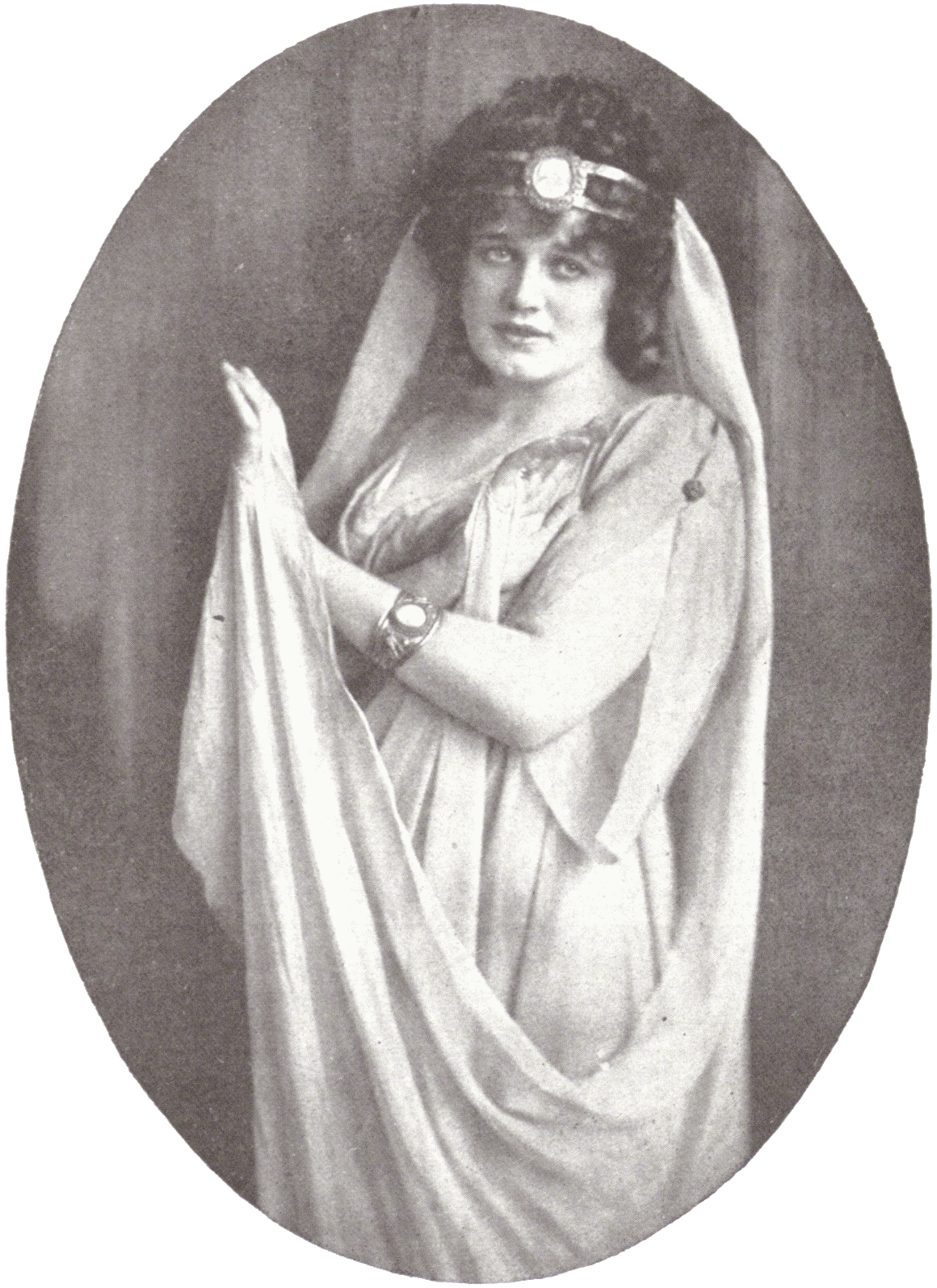
Maria Jeritza som Ariadne

I mitten av maj började Strauss bli otålig då von Hofmannsthal ännu inte hade skickat något material. Han hade till och med vänt sig till den italienska poeten Gabriele D'Annunzio i hopp om ett samarbete men därav blev inget. von Hofmannsthal blev nervös av nyheten och återvände raskt till arbetet med Ariadne. Han bytte ut historien med slottet i Böhmen och ersatte den med myten om Ariadne som övergavs av Theseus och sattes iland på ön Naxos, där hon senare räddades av Bacchus. Strauss nappade på idén och kom med förslaget att figuren Colombina från Commedia dell'arte (som från början hette Tartaglia i von Hofmannsthals text men senare utbytt mot Zerbinetta) skulle sjungas av en koloratursopran, exempelvis Selma Kurz, Frieda Hempel eller Luisa Tetrazzini. von Hofmannsthal blev förskräckt då bara gaget till en sådan stjärna skulle halvera Reinhardts inkomster efter varje föreställning. Men Strauss hade redan hunnit skissa på det mesta av musiken till Molières pjäs och hoppades kunna ha operan färdig till 1 juli. Orkestern hade han tänkt sig till ett antal av 20 musiker (senare utökat till 37). Emellertid var han ännu inte särskilt intresserad av projektet, medan von Hofmannsthal kände sig sårad då han hade åtagit sig detta verk som en gåva till både Strauss och Reinhardt. Det kom nästan till en kris mellan de två där Strauss menade att Reinhardts Berlinteater var olämplig som spelplats för såväl pjäsen som operan. Orkesterdiket var dessutom alldeles för litet, även för 37 musiker. Strauss hörde talas om det nya operahuset i Stuttgart, som hade plats för över 800 och vars intendent var en gammal bekant, Max von Schillings. von Hofmannsthal var inte glad: "Vem skulle någonsin bege sig till Stuttgart, den mest gudsförgätna håla på jorden?" Men Reinhardt gick med på det, och så även von Hofmannsthal efter ett tag. 
Strauss erbjöd först sopranen Emmy Destinn att sjunga Ariadne men då det visade sig omöjligt blev det istället Maria Jeritza. I april 1912 påbörjade Strauss det sista av musiken och hela operan var klar 22 juli. Till en början var han nöjd med repetitionerna men ju närmare premiären de kom, desto fler problem uppstod. Skådespelarna och sångarna i Stuttgart var missnöjda med att så många av de största rollerna gick till artister från Berlin; dekor- och kostymfolket klagade över att Reinhardt medförde rekvisita och kostymer från Berlin, och Strauss förlorade tålamodet när det vid generalrepetitionen visade sig att von Schillings hade lånat ut nästan all teknisk personal till en föreställning Albert Lortzings opera Undine.
På premiären den 25 oktober 1912 varade själva pjäsen över två timmar, varefter kung Vilhelm II av Württemberg höll en mottagning som höll på i 50 minuter innan själva operan (85 minuter) kunde börja med Strauss som dirigent. Vid det laget var publiken utmattade och det blev ingen succé. Strauss noterade att de flesta av teaterbesökarna var ointresserade av operan och vice versa.

### AriadneII (1916)

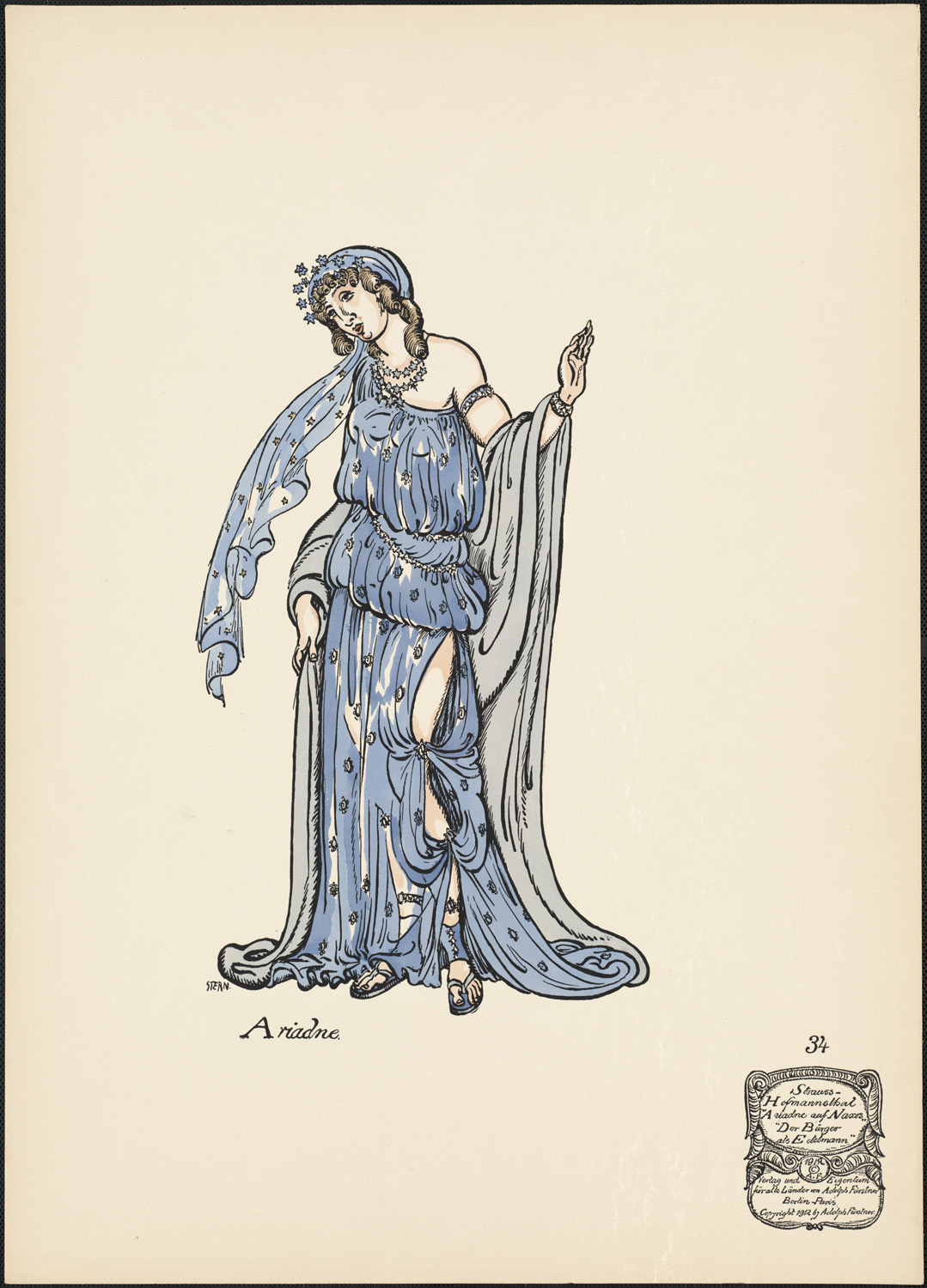
Dräktskiss av Ernst Stern för Ariadne från uruppförandet av operan 1912.

von Hofmannsthal var missbelåten med all negativ kritik som operan hade fått. Strauss föreslog att de skulle ersätta de talade replikerna i mellanspelet mellan pjäs och opera med recitativ. von Hofmannsthal satte igång med att skriva om hela scenen och göra en prolog som utspelades i Wien hos en rik konstnärsälskare. Både Strauss och von Hofmannsthal bevistade föreställningar av Ariadne I runt omkring i Tyskland och överallt var det uppsättningen av Molièrepjäsen som var den svaga länken. I början av juni 1913 hade von Hofmannsthal skrivit den nya prologen (han betraktade hädanefter Ariadne I som ett avslutat kapitel) och skickade den till Strauss som inte alls gillade vad han läste. Han föredrog fortfarande den första versionen och ville inte göra de ändringar som von Hofmannsthal hade föreslagit. Efter att ha sett en osedvanligt bra föreställning av Ariadne I i München den 2 januari 1914 erkände även von Hofmannsthal att Strauss hade rätt och därmed lät de hela saken vila en tid.
Inte förrän i januari 1916 bestämde de sig för att ännu en gång bevista en föreställning och därefter bestämma sig. von Hofmannsthal skrev den 18 januari till Strauss:
Jag är fullständigt övertygad om att detta sorgebarn kan repareras. När allt kommer omkring så var det en hel del fel med verket.
Strauss första intryck av prologen förbyttes nu till idel positiva saker och komponerandet av den gick snabbt. Han fullbordade akt II den 27 maj och hela operan var klar 19 juni med diverse strykningar och nerkortningar. Ursprungligen hade Zerbinettas stora aria, Grossmächtige Prinzessin, varit 80 takter längre, en ton högre och krävt höga Fiss-toner. Rollen som Kompositören var tänkt att sjungas av Marie Gutheil-Schoder men hon insjuknade i förkylning lagom till första repetitionen och fick ersättas av den nya sopranen från Hamburg, Lotte Lehmann. Redan efter några takter insåg Strauss att Lehmann var perfekt för Kompositören och på hans order gavs rollen istället till Lehmann. Premiären av Ariadne II skedde i Wien den 4 oktober 1916 och dirigerades av Franz Schalk. Ariadne sjöng återigen av Jeritza. Mottagandet av den nya versionen togs emot med försiktighet men efter ett tag ersatte den originalversionen. I London hade operan premiär 1924 och i USA (Philadelphia) inte förrän 1928. 

#### Den svenska premiären

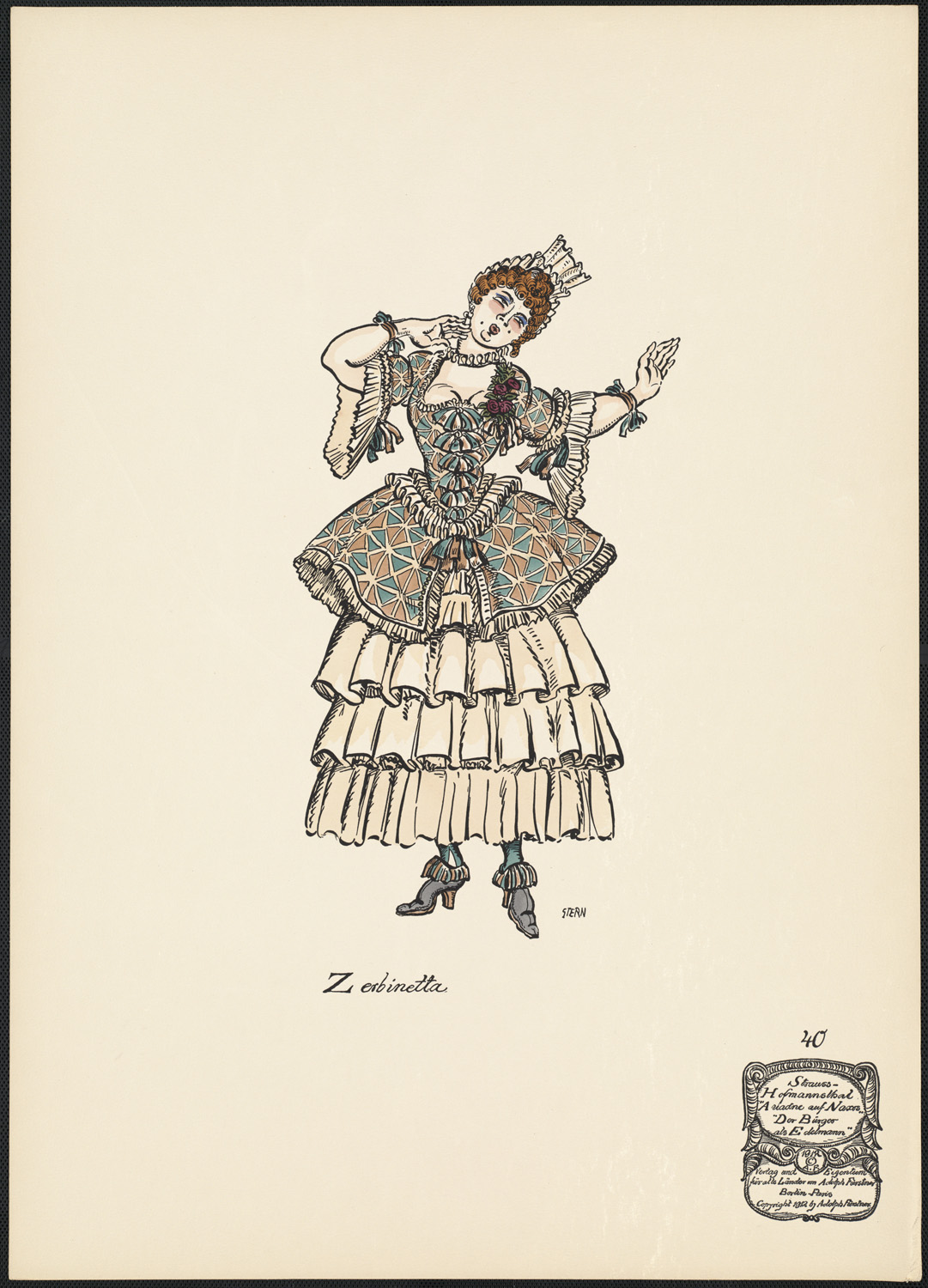
Zerbinetta

Den svenska premiären ägde rum på Stockholmsoperan den 27 november 1926. Wilhelm Peterson-Berger skrev att han inte kunde förstå varför Operan hade satt upp föreställningen. Han menade att efter Första Världskriget hade nationalismen, "denna tråkiga företeelse i Tyskland", utnämnt Strauss till någon slags musiksymbol. Sålunda hade även Operan denna uppfattning. Peterson-Berger ansåg att valet av Ariadne på Naxos var en kostnadsfråga, då verket var relativt billigt att uppföra. Den enda fördelen med föreställningen var den träning som sångarna kunde ha glädje av i framtiden. 
Sven Söderman skrev att Adriane (sic!) på Naxos var en stor framgång för dirigenten Leo Blech och sångarna. Medan Strauss hade lyckats skapa en enhetlig stil när det gällde tragedierna Elektra och Salome och misslyckats när det gällde komedin i Rosenkavaljeren, hade han i Ariadne på Naxos frivilligt avstått från en enhetlig stil vilket hade gett resultat:
...enskilda nummer äro utsökta, temperamentsfulla och medryckande. Man påträffar stund efter annan melodiska skönheter och fjättrande harmonier. Den starkt reducerande orkestern, vari piano och harmonium ingå, är överlägset behandlad och åstadkommer ibland beundransvärda klangverkningar. Konsten att individualisera instrumenten kan denna orkesterns mästare.
Tonsättaren och musikkritikern Moses Pergament tog av sig hatten för Strauss förfinade musik. Men verket var alldeles för långt och oproportionerligt och någon lika stor framgång som Rosenkavaljeren trodde han aldrig på. von Hofmannsthals avsikt att gyckla och bedriva verklig satir i texten hade heller inte lyckats helt ut. Librettot föreföll befriat från allt vad satir och kvickhet hette. Trots de dåliga förutsättningarna ansåg Pergament att Leo Blech "med sin absoluta säkerhet, tyranniska vilja och geniala ledning" hade gjort ett strålande arbete på så kort tid. Han saknade däremot fantasi både från regissören Gustaf Bergman och scenografen Thorolf Jansson.
Verket iscensattes åter med premiär 12 februari 1944.

## Om operan

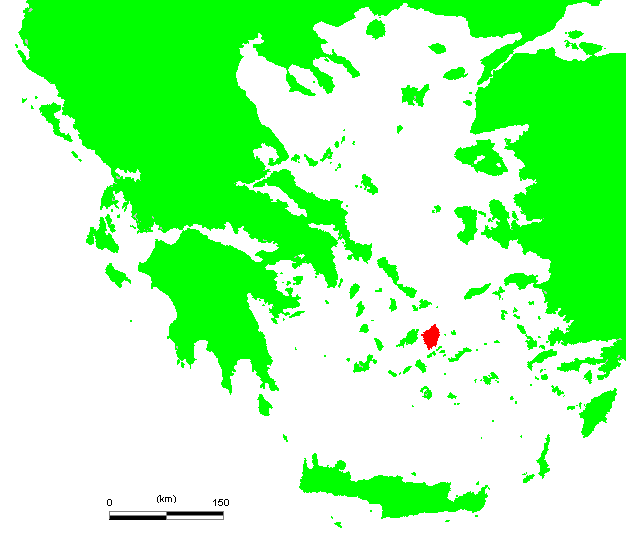
Naxos i den grekiska övärlden. Richard Strauss blev redan under sin livstid hedersmedborgare på ön.

Orkesterklangen präglas av de klassicistiska idealen och det gäller för såväl strålar som blåsare. Men här saknas ändå inte de för Strauss så karakteristiska orkesterfärgerna: två harpor, den silverklingande celestan, det diskreta harmoniet och en rad olika slagverk. Klaviaturinstrumentet spelar här en dubbel roll: Strauss använder sig i operans prolog och recitativ av pianot som om det vore en cembalo, som under barocktiden var ett omistligt ackompanjemanginstrument. Såväl ouvertyrens subtila kammarmusikaliska klang som den stora finalen med dess praktfulla "förvandlingsmusik" - från död till liv - är bestickande exempel på tonsättarens mästerliga instrumentationskonst.
Richard Strauss tog visserligen aldrig avsked från sin senromantiska stil, men Ariadne på Naxos klangvärld är mer transparent än den i till exempel Rosenkavaljeren och uppvisar tecken på en musikalisk stilförändring. Strauss tog å andra sidan även tillfället i akt för stilcitat. Han skrev exempelvis ett lamento (klagosång) i barockstil för Ariadnes och Bacchus stora kärleksduett i en romantisk stil som är ett arv från Wagner. Märkligt nog blandade Strauss i de stilistiska tidsskikten även in reminiscenser av Vincenzo Bellini och Donizetti. Ariadne på Naxos modernitet beror inte på något nytt tonspråk, utan på tonsättarens sätt att handskas med tidigare epokers musikstilar. Idag skulle vi kalla ett sådant kompositionsförfarande för "postmodernt". von Hofmannsthal hade helt rätt när han anade att deras tredje opera tillsammans skulle bli mer framgångsrik i framtiden än i samtiden.

## Personer
| Roller              | Stämma          | Rollbesättning vid premiären i Stuttgart 25 okt oktober 1912 Dirigent: Richard Strauss | Rollbesättning vid premiären i Wien 4 oktober 1916 Dirigent: Franz Schalk | Rollbesättning vid svenska premiären 27 november 1926 Dirigent: Leo Blech |
| ------------------- | --------------- | -------------------------------------------------------------------------------------- | ------------------------------------------------------------------------- | ------------------------------------------------------------------------- |
| Primadonnan/Ariadne | Sopran          | Maria Jeritza                                                                          | Maria Jeritza                                                             | Ruth Althén                                                               |
| Tenoren/Bacchus     | Tenor           | Herman Jadlowker                                                                       | Béla von Környey                                                          | Einar Beyron                                                              |
| Zerbinetta          | Koloratursopran | Margarethe Siems                                                                       | Selma Kurz                                                                | Greta Söderman                                                            |
| Harlekin            | Baryton         | Albin Swoboda, Jr.                                                                     | Hans Duhan                                                                | Folke Cembraeus                                                           |
| Scaramuccio         | Tenor           | George Maeder                                                                          | Herman Gallos                                                             | Olle Strandberg                                                           |
| Truffaldino         | Bas             | Reinhold Fritz                                                                         | Julius Betetto                                                            | Emile Stiebel                                                             |
| Brighella           | Tenor           | Franz Schwerdt                                                                         | Adolf Nemeth                                                              | Birger Biguet                                                             |
| Kompositören        | Sopran          |                                                                                        | Lotte Lehmann                                                             | Karin Alfheim                                                             |
| Musikläraren        | Baryton         |                                                                                        | Hans Duhan                                                                | Carl Richter                                                              |
| Dansmästaren        | Tenor           |                                                                                        | Georg Maikl                                                               | Henning Malm                                                              |
| Perukmakaren        | Baryton         |                                                                                        | Gerhard Stehmann                                                          | Gösta Lindberg                                                            |
| En lakej            | Bas             |                                                                                        | Viktor Madin                                                              | Sven d'Ailly                                                              |
| En officer          | Tenor           |                                                                                        | Anton Arnold                                                              | Sven Herdenberg                                                           |
| Hovmästaren         | Talroll         |                                                                                        | Anton August Stoll                                                        | Ernst Svedelius                                                           |
| Najaden             | Sopran          | M. Junker-Burchardt                                                                    | Charlotte Dahmen                                                          | Ruth Nordström                                                            |
| Dryaden             | Alt             | Sigrid Onégin                                                                          | Hermine Kittel                                                            | Irma Björck                                                               |
| Eko                 | Sopran          | Erna Ellmenreich                                                                       | Carola Jovanovic                                                          | Inez Wassner                                                              |

## Handling
Speltid ca 2 timmar
Operan handlar om en operauppsättning i Wien i mitten av 1700-talet och är i två delar, kallade prolog och opera. Den första delen delen visar hur det går till bakom scenen och i del två utspelas själva operan i operan, som handlar om Ariadnes upplevelser på Naxos, där hon överges av Theseus men räddas av sin blivande make Dionysos. Verket är ett originellt försök att kombinera seriös opera med komedi.

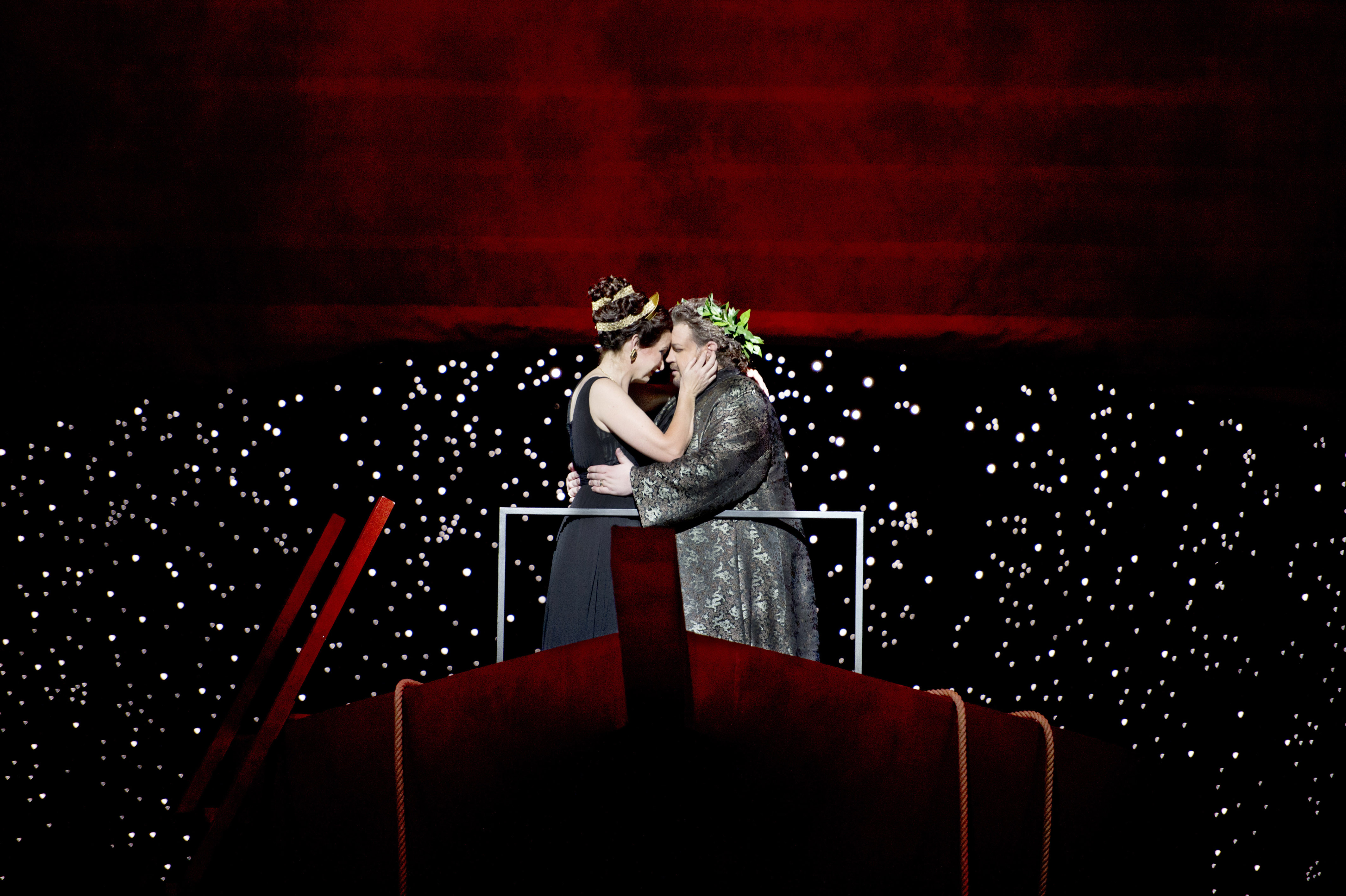
Anne Schwanewilms som Primadonnan/Ariadne (vänster), Johan Botha som Tenoren/Bacchus (höger) i en uppsättning på Hamburgische Staatsoper 2012.

### Prolog
I ett rikemanshus i Wien håller man på att förbereda uppförandet av den tragiska operan Ariadne på Naxos, som husets herre har beställt som underhållning för sina gäster på en stor bankett. Sångare, musiker och scenarbetare har bråttom och blir bestörta då hovmästaren plötsligt fordrar att de ska ordna ett glatt intermezzo efter föreställningen, men de måste passa tiden ty exakt klockan 9 ska det bli fyrverkeri i trädgården. Zerbinetta och hennes gycklargrupp är införstådda men den unge kompositören protesterar förgäves. Värre blir det då hovmästaren meddelar att hans husbonde har ändrat sig än en gång och nu vill att det muntra intermezzot ska uppföras samtidigt med den tragiska operan för att skapa lite liv på den öde ö där operan utspelar sig. Kompositören blir totalt förvirrad, men dansmästaren tröstar honom med att Zerbinetta kan finns sig till rätta i vilken situation som helst tack vare att hon alltid spelar sig själv, och därför kommer hon att klara även detta. Kompositören påstår i sin uppgivenhet att han hellre kastar sitt partitur på elden än låter det lemlästas på detta sätt, men Zerbinetta vet hur hon ska övertala honom så att slutligen går med på att beskära sin opera så gott det går. I sista ögonblick ångrar han ändå sitt beslut, men då är det för sent och spelet ska just börja.

### Operan
Utanför sin grotta på den öde ön Naxos ligger Ariadne och klagar över förlusten av sin älskade Theseus medan ekot (Lieben, Hassen, Hoffen, Zagen), najader och dryader beklagar hennes öde (Es gibt ein Reich). Zerbinetta och hennes komedianter gör vad de kan för att muntra upp henne (Die Dame gibt mit trübem Sinn) men lyckas inte, så istället skickar Zerbinetta bort sina kamrater för att mellan fyra ögon berätta för Ariadne om sina egna livserfarenheter av män (Grossmächtige Prinzessin). Ariadne längtar bara efter döden och drar sig tillbaka till sin grotta medan komedianterna återvänder och tigger om Zerbinettas gunst. Till sist för Harlekin bort den koketta, och nymferna förkunnar att ett skepp närmar sig. Det är den unge guden Bacchus som just har sluppit ur Circes klor och nu är färdig för nya äventyr. Ariadne tror att det är dödsguden och sjunker salig i hans armar men i stället har hon gått in i ett nytt liv i glädje vid gudens sida.

## Orkesterbesättning
- Träblåsinstrument

2 tvärflöjter, 2 oboer, 2 klarinetter, 2 fagotter
- Bleckblåsinstrument

2 horn, 1 trumpet, 1 tenortromboner
- Slagverk

Pukor, bastrumma, virveltrumma, cymbaler, triangel, tamburin, klockspel
- Stråkar

2 harpor, 6 violiner, 4 Viola, 4 celli, 2 kontrabasar
- Klaverinstrument

Celesta, Piano, Harmonium

## Diskografi (urval)
- Ariadne auf Naxos. Janowitz, Geszty, Zylis-Gara, King, Adam, Schreier. Semperoper, Dresden. Kempe, dirigent. EMI 2 08824-2. 2 CD.[6]